# Rosocha (Polanów)
Rosocha (deutsch Rotzog) ist ein Dorf in der polnischen Woiwodschaft Westpommern. Es liegt im Powiat Koszaliński (Kreis Köslin) und gehört zur Gmina Polanów (Stadt- und Landgemeinde Pollnow).

## Geographische Lage
Das Bauerndorf Rosocha liegt im Osten des heutigen Powiats Koszaliński und war bis 1945 eine Gemeinde im südlichen Teil des Landkreises Schlawe in Pommern (heute polnisch: Sławno). Der Ort ist zu erreichen über zwei Stichstraßen, die von der Woiwodschaftsstraße DW 206 (Koszalin–Miastko (Rummelsburg in Pommern)) bei Dadzewo (Datzow) bzw. bei Polanów abzweigen. Ein kleiner Weg südlich des Ortes führt nach Cetuń (Zetthun), dessen 26 Hektar großer See mit 7,5 Hektar zur Gemarkung Rosocha gehört.
Bis 1945 war Jatzingen (Jacinka) die nächste Bahnstation an der Kleinbahnstrecke Köslin (Koszalin)–Pollnow (Polanów) bzw. Schlawe (Sławno)–Pollnow der Köslin–Belgarder Bahnen bzw. der Schlawer Bahnen.
Nachbargemeinden sind: im Westen Garbno (Gerbin), im Norden Jacinki (Jatzingen), im Osten Polanów (Pollnow) und im Süden Cetuń (Zetthun).

## Ortsname
Der frühere Ortsname Rotzog (auch Rozog) deutet auf ein Rodungsgebiet hin und ist wendischen Ursprungs mit der Bedeutung „Binsen-“ oder „Schilfort“. Im Volksmund leitete man den Namen von den Wörtern Rotten zogen ab – im Blick auf die Entstehungszeit des Ortes, als Wälder gerodet werden mussten, was von umherziehenden Rotten vollzogen wurde.
In Polen kommt der Ortsname Rosocha insgesamt sechs Mal vor.

## Geschichte
Bereits in vorwendischer Zeit soll im Rotzoger Gebiet eine bedeutende Siedlung bestanden haben. Der Ort war ein Lehen zu Pollnow, dessen Besitz seit 1472 der Familie von Glasenapp gehörte. Im Jahre 1672 lebten hier elf Bauern und ein Halbbauer, die zur Schäferei Vettrin (Wietrzno) Hand- und Spanndienste zu leisten hatten.
Um 1780 ist Rotzog ein Bauerndorf mit 15 Höfen und 1 Schulmeister. Durch Erbgänge war der Ort dreigeteilt worden:
- Rotzog A: 8 Höfe, gehörten zum Lehen Vettrin, das 1781 Hauptmann von Below kaufte, der es um 1800 an Oberst Ernst von Wrangel weitergab,
- Rotzog B: 4 Höfe, gehörte zu Natzlaff (Nacław), das ein Major von Lettow besaß,
- Rotzog C: 3 Höfe, gehörte zu Zetthun (Cetuń) und war im Besitz einer Familie von Glasenapp.

Erst nach den preußischen Reformen wurde Rotzog eine in sich geschlossene Bauerngemeinde.
Im Jahre 1818 lebten hier 145 Menschen, bis 1939 stieg die Einwohnerzahl auf 249.
Am 26. Februar 1945 besetzten sowjetische Truppen das Dorf. Am 18. Juni 1946 wurden alle Bewohner auf die Straße getrieben, um sich auf den Fußmarsch nach Schlawe zu begeben, von wo sie in den Westen abtransportiert wurden.
Bis 1945 gehörten zur Gemeinde Rotzog die Ortschaften Elisenhof (polnisch: Raczkowo), ein Vorwerk des Dorfes Datzow (Dazewo), sowie Rosenhof. Rotzog war damals eine Gemeinde im Landkreis Schlawe i. Pom. im Regierungsbezirk Köslin der preußischen Provinz Pommern. Es war dem Amt Natzlaff (Nacław), dem Standesamt Pollnow-Land und dem Amtsgericht Pollnow zugeordnet.
Heute ist der Ort unter dem Namen Rosocha ein Ortsteil der Stadt- und Landgemeinde Polanów im Powiat Koszaliński der Woiwodschaft Westpommern.

## Kirche
Bis 1945 war die Bevölkerung von Rotzog fast ausnahmslos evangelischer Konfession. Das Dorf gehörte zum Kirchspiel Pollnow im Kirchenkreis Schlawe der Kirche der Altpreußischen Union.
Heute sind die Einwohner von Rosocha überwiegend römisch-katholischer Konfession. Pfarrort ist weiterhin Polanów, das im Dekanat Polanów liegt und dem Bistum Köslin-Kolberg der Katholischen Kirche in Polen zugeordnet ist. Die evangelischen Einwohner werden vom Pfarramt Koszalin (Köslin) in der Diözese Pommern-Großpolen der Evangelisch-Augsburgischen Kirche in Polen betreut.

## Schule
Das 1884 durch ein Großfeuer zusammen mit Nebenhäusern abgebrannte Schulgebäude wurde anschließend mit Lehrerwohnung wieder neu aufgebaut.
Die letzten Schulleiter vor 1945 waren: H. Harder (1895–1917), P. Selke (1918–1927), W. Bartelt (1928–1936), W. Jakob (1936–1939) und Frau G. Jakob (1939–1945).